# Ali ibn Abbas al-Majusi
ʿAlī ibn ʿAbbās al-Majūsī, noto in Occidente come Haly Abbas (in arabo علي بن العباس المجوسي‎?; Ahvaz, 930 – 994), è stato un medico, psicologo e scrittore persiano zorastriano, grandemente apprezzato come autore del Kitāb al-Maliki ossia "Libro Regio", in latino Liber Regalis (il cui reale titolo era Kitāb kāmil al-sināʿa al-ṭibbiyya, ossia "Il libro completo dell'arte medica"), capolavoro della medicina islamica e antesignano degli studi relativi alla psicologia umana. La sua opera ebbe circolazione nell'Europa latino-cristiana ed influenzò la dottrina del medico italiano Ruggero Frugardi.

## Biografia
Nacque ad Ahvaz, nel SO della Persia (odierno Khuzistan), e studiò sotto lo sceicco Abū Māher Mūsā ibn Sayyār. È considerato unanimemente uno dei tre più grandi medici espressi dalla cultura arabo-islamica del suo tempo, e divenne medico dell'Emiro buwayhide ʿAḍud al-Dawla Fana Khusraw, che governò dal 949 al 983. L'Emiro era un generoso patrono degli studi medici e fondò per questo un ospedale (bīmāristān) a Shiraz (Persia), e nel 981 il celeberrimo Bīmāristān al-ʿAḍudī a Baghdad, in cui lavorò proprio al-Majūsī.
Il suo nome deriva dal fatto che gli antenati del grande medico erano stati zoroastriani (chiamati "Magi" - in arabo Majūs), anche se ʿAlī ibn ʿAbbās era musulmano. La sua fede in Allah è resa evidente dallo stile e dalle espressioni devozionali che percorrono i suoi lavori.

## Il libro completo dell'arte medica
Al-Majūsī è meglio noto per il suo Kitāb kāmil al-sināʿa al-ṭibbiyya ("Il libro completo dell'arte medica"), più tardi chiamato L'arte completa della medicina, completato intorno al 980. Egli dedicò la sua opera all'Emiro ed è per questo che venne anche sovente chiamato Kitāb al-Malikī ("LIbro Regio", o in Latino Liber Regalis, o Regalis Dispositio). Il libro è una concisa e più sistematica enciclopedia rispetto all'altrettanto apprezzato Hawi di Razi (in Occidente chiamato Continens), e maggiormente pratico rispetto al grande Canone di Avicenna (al-Qānūn fī l-ṭibb), però assai più diffuso.
Il Kitāb al-Malikī è suddiviso in 20 "discorsi", di cui i primi dieci espongono la teoria e i secondi dieci si occupano di pratica medica. Alcuni esempi topici riguardano la dietologia e la materia medica, una rudimentale concezione del sistema capillare, interessanti osservazioni cliniche e le regioni della contrazione dell'utero durante il travaglio e il parto (con l'osservazione - fino allora tutt'altro che dimostrata - che il bambino non fuoriesce ma è spinto fuori).
In Europa una parziale traduzione latina fu approntata col titolo Liber Pantegni da Costantino l'Africano (ca. 1087), che divenne il testo fondamentale della Schola Medica Salernitana a Salerno. Una traduzione completa e assai migliore fu realizzata nel 1127 da Stefano d'Antiochia e data alle stampe a Venezia nel 1492 e nel 1523.

### Etica medica e metodologia d'indagine
Il lavoro sottolinea la necessità di una costruttiva relazione fra medici e pazienti e l'importanza dell'etica medica. Fornisce inoltre dettagli metodologici, che precorrono gli studi relativi alla moderna ricerca biomedica.

### Neuroscienza e psicologia
Neuroscienza e psicologia sono dibattute ne Il libro completo dell'arte medica. Egli descrive la neuroanatomia, la neurobiologia e la neuropsicologia del cervello e per primo discute dei vari disordini mentali, inclusa l'encefalite letargica, l'amnesia, l'ipocondria, il coma, la meningite "calda" e "fredda", le vertigini l'epilessia, il mal d'amore e l'emiplegia. Dà molto risalto alla conservazione della salute attraverso un corretto regime dietetico e alla guarigione naturale che egli agevola solo come ultima risorsa tramite farmaci e droghe.

### Psicofisiologia e medicina psicosomatica
ʿAlī ibn ʿAbbās al-Majūsī fu un pioniere della psicofisiologia e della medicina psicosomatica. Egli descrive come gli aspetti fisiologici e psicologici di un paziente possano reciprocamente influenzarsi nel suo Libro completo dell'arte medica. Rintraccia una correlazione tra pazienti che soffrono di disturbi fisici e mentali e pazienti sani sotto questi due aspetti, e conclude che "gioia e serenità possono indurre una miglior qualità di vita di tanti altri che invece potrebbero soffrire di malanni dovuti a una tristezza non necessaria, a paura, preoccupazione e ansia."